# Dresden-Klotzsche
Dresden-Klotzsche je regionální železniční stanice v městské části Klotzsche na železniční trati Zhořelec–Drážďany. Kromě toho zde začínají trať Drážďany–Königsbrück a trasa S-Bahn Dresden na letiště Drážďany. Díky umístění v drážďanském vřesovišti slouží tato stanice často jako výchozí bod pěších výletů.

## Historie

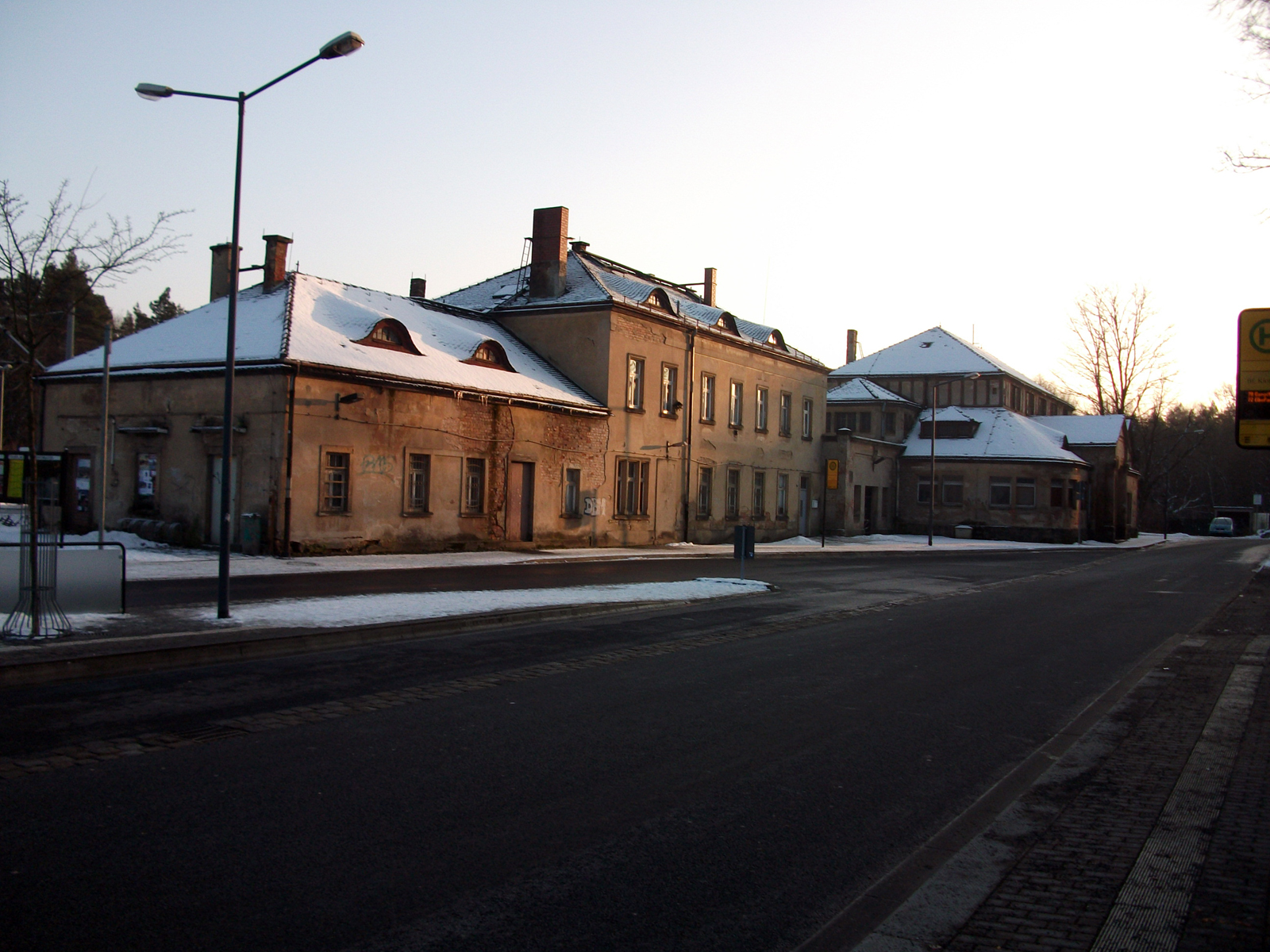
Nádražní budova

V prvních desetiletích od zahájení první části Sasko-Slezské železnice v roce 1845 vlaky stanici Dresden-Klotzsche míjely. Teprve v roce 1873 založily Královské Saské Státní Dráhy železniční zastávku Klotzsche-Königswald, aby se královská rodina dostala vlakem na letní výlety do drážďanského vřesoviště. Podle jména nádraží byla pojmenována později vzniklá vilová čtvrť Königswald (Králův les).
Od roku 1884 vyjížděly z přednádražního prostoru a přijížděly vlaky na úzkorozchodné trati do i z Königsbrücku. Pro nákladní dopravu byl používán předchůdce dnešního kontejnerového systému. Pomocí portálového jeřábu ve stanici se dalo zboží překládat z normálního na úzký rozchod. Díky tomu byly zejména keramiky z oblasti Königsbrücku opatrně překládány. Po 13 letech provozu byla trať přestavěna na normální rozchod a severně od železniční stanice spojena s již existující železniční tratí Drážďany–Zhořelec. Do roku 1945 bylo toto spojení mimoúrovňové.
V roce 1907 se úsek Dresden-Neustadt – Dresden-Klotzsche rozšířil na tři koleje. V rámci přestavby se postavily i dnešní nádražní budova a koleje.
Od března 2001 jezdí S-Bahn linky S2 ze směru Pirna a Dresden Hauptbahnhof (Drážďany hlavní nádraží) přes stanici Dresden-Klotzsche na drážďanské letiště. V rámci přestavby nádraží potřebné k provozu S-Bahnu bylo východní 170 metrů dlouhé nástupiště rekonstruováno a získalo bezbariérový přístup. V severní části nádraží se postavila rampa, aby doleva odbočující vlaky S-Bahnu mohly mimoúrovňově přejet přes rovně vedoucí trať do Zhořelce. Kromě toho byla trasa ze stanice Dresden-Neustadt na letiště v letech 2002 a 2003 elektrifikována, jelikož na linkách S-Bahnu v Drážďanech jezdí výhradně moderní soupravy s elektrickými lokomotivami.
V srpnu 2004 byla stanice Dresden-Klotzsche přetvořena do moderního uzlu. Od té doby je vybavena bezbariérovou autobusovou zastávkou, parkovištěm P+R, jakož i 68 stojany na kola.
Na jaře 2015 začaly restaurátorské práce na nádražní budově, jež do té doby chřadla. Místní podnik, jenž nádražní budovu koupil, tam plánuje Bio-supermarket s bistrem a chce část budovy pronajmout dalším živnostníkům.

## Provoz
V roce 2017 zastavují ve stanici následující vlaky:
| Linka | Trasa | Interval (min)              | Společnost         |
| ----- | --- | --------------------------- | ------------------ |
| RE 1  | Dresden Hbf – Dresden-Mitte – Dresden-Neustadt – Dresden-Klotzsche – Bischofswerda – Bautzen – Löbau – Görlitz (– Wrocław Gł.) | 120                         | Trilex             |
| RE 2  | Dresden Hbf – Dresden-Mitte – Dresden-Neustadt – Dresden-Klotzsche – Bischofswerda – Ebersbach – Zittau (– Liberec)            | 120                         | Trilex             |
| RB 33 | Dresden-Neustadt – Dresden-Klotzsche – Königsbrück                                                                             | 60                          | Städtebahn Sachsen |
| RB 34 | Dresden Hbf – Dresden-Mitte – Dresden-Neustadt – Dresden-Klotzsche – Kamenz (Sachs)                                            | 60                          | Städtebahn Sachsen |
| RB 60 | Dresden Hbf – Dresden-Mitte – Dresden-Neustadt – Dresden-Klotzsche – Bischofswerda – Bautzen – Löbau (Sachs) – Görlitz         | 120                         | Trilex             |
| RB 61 | Dresden Hbf – Dresden-Mitte – Dresden-Neustadt – Dresden-Klotzsche – Bischofswerda – Ebersbach – Zittau                        | 120                         | Trilex             |
| S 2   | Dresden Flughafen – Dresden-Klotzsche – Dresden-Neustadt – Dresden Mitte – Dresden Hbf (– Heidenau – Pirna)                    | 30 (do stanice Pirna Po-So) | DB Regio Südost    |

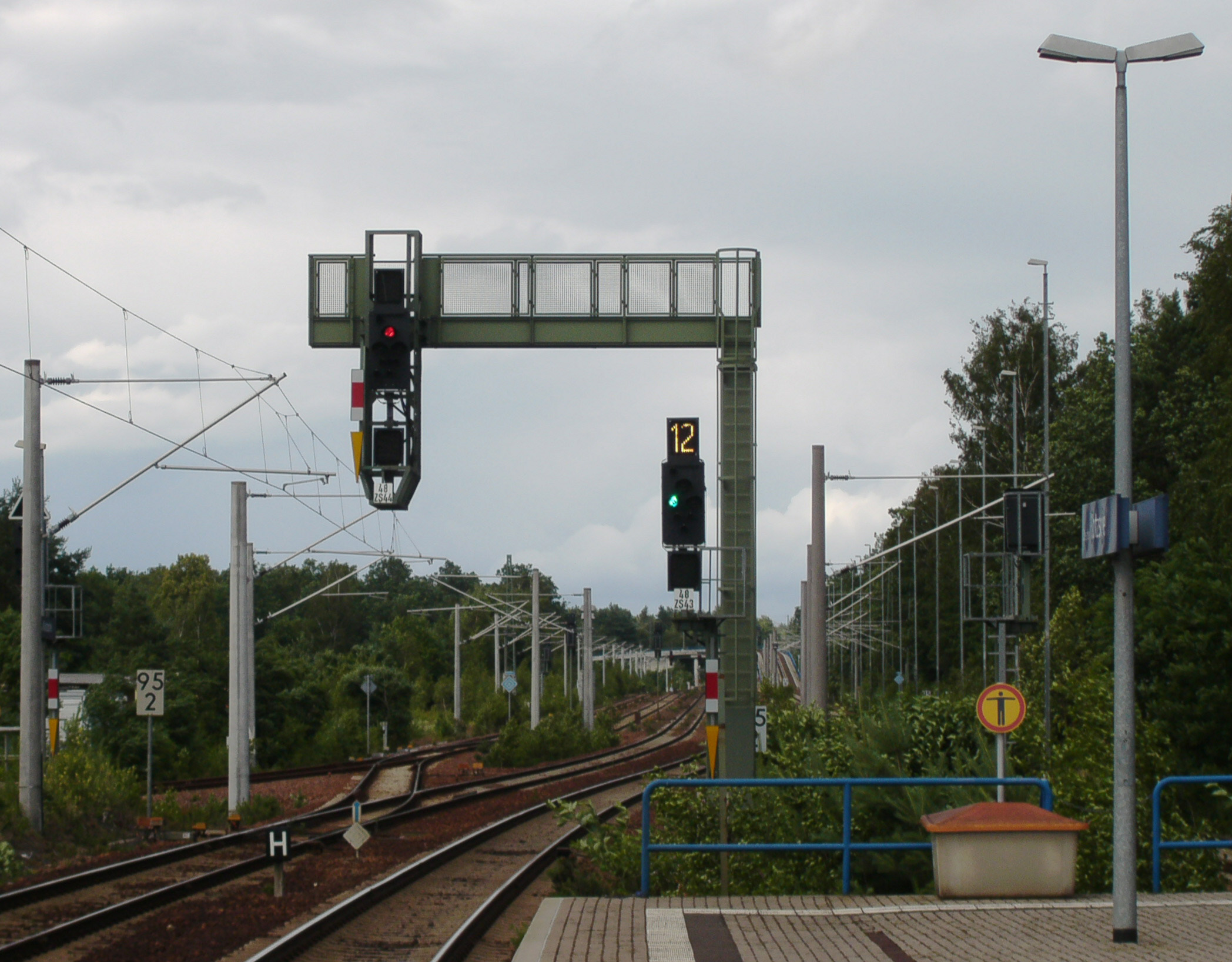
Severní část stanice, v pozadí rampa S-Bahn

Díky tomu, že stanici obsluhuje sedm linek, jezdí vlaky mezi stanicemi Dresden-Klotzsche a Dresden-Mitte resp. Dresden Hauptbahnhof ve dne průměrně každých deset minut. Mimo to činí průměrná jízdní rychlost v tomto úseku až 42 km/h, což představuje bezkonkurenční rychlý spoj do i z města.

## Návazná doprava
Před stanicí se nachází moderně vybavená autobusová zastávka, kterou obsluhují autobusové linky 70 a 80 MHD, jakož i regionální autobusová linka 308.